# Estação Ferroviária de Macinhata

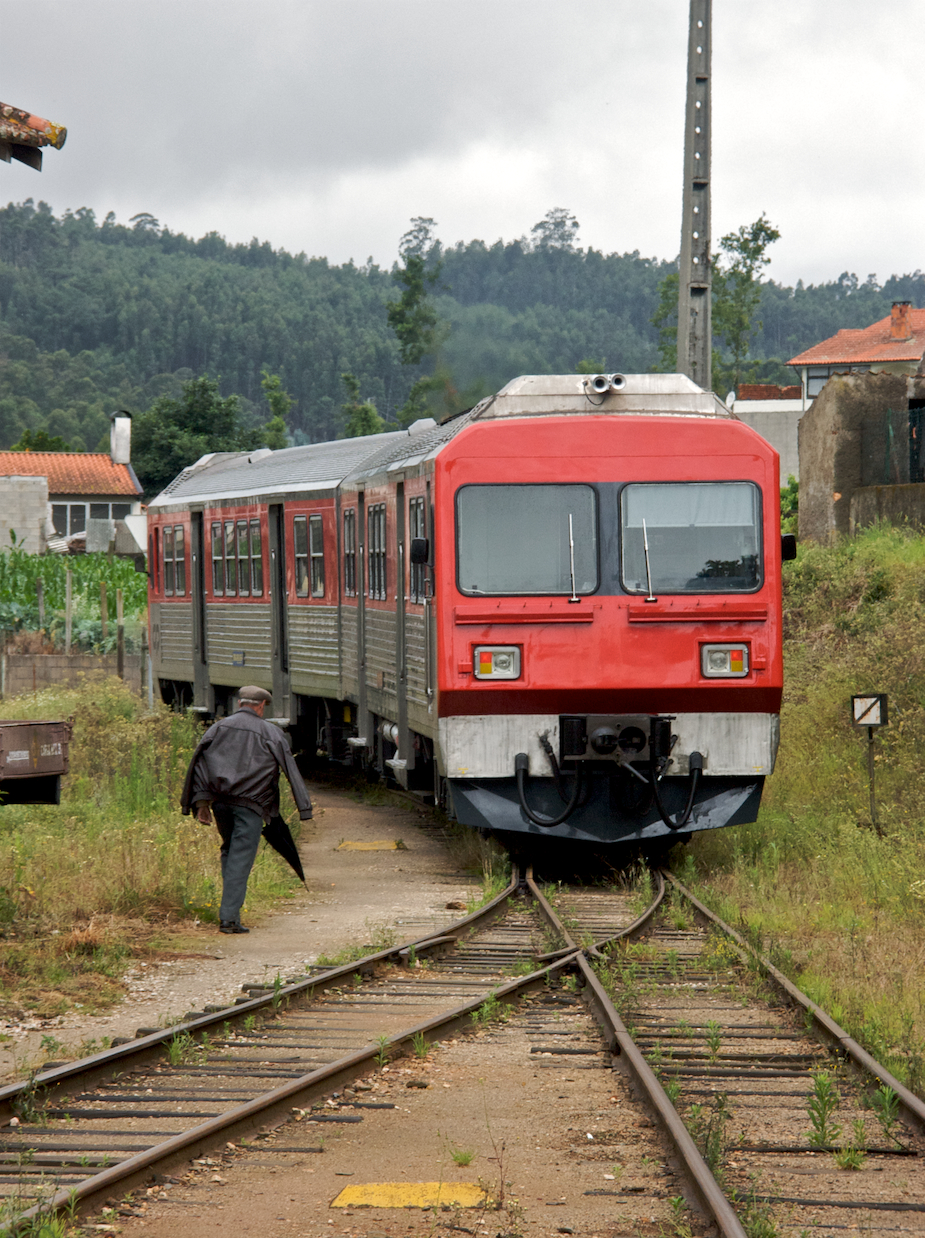
Automotora da série 9630 na estação de Macinhata em 2008.

A estação ferroviária de Macinhata, igualmente conhecida como de Macinhata do Vouga, é uma gare do Ramal de Aveiro, que serve a localidade de Macinhata do Vouga, no Distrito de Aveiro, em Portugal.

## Descrição

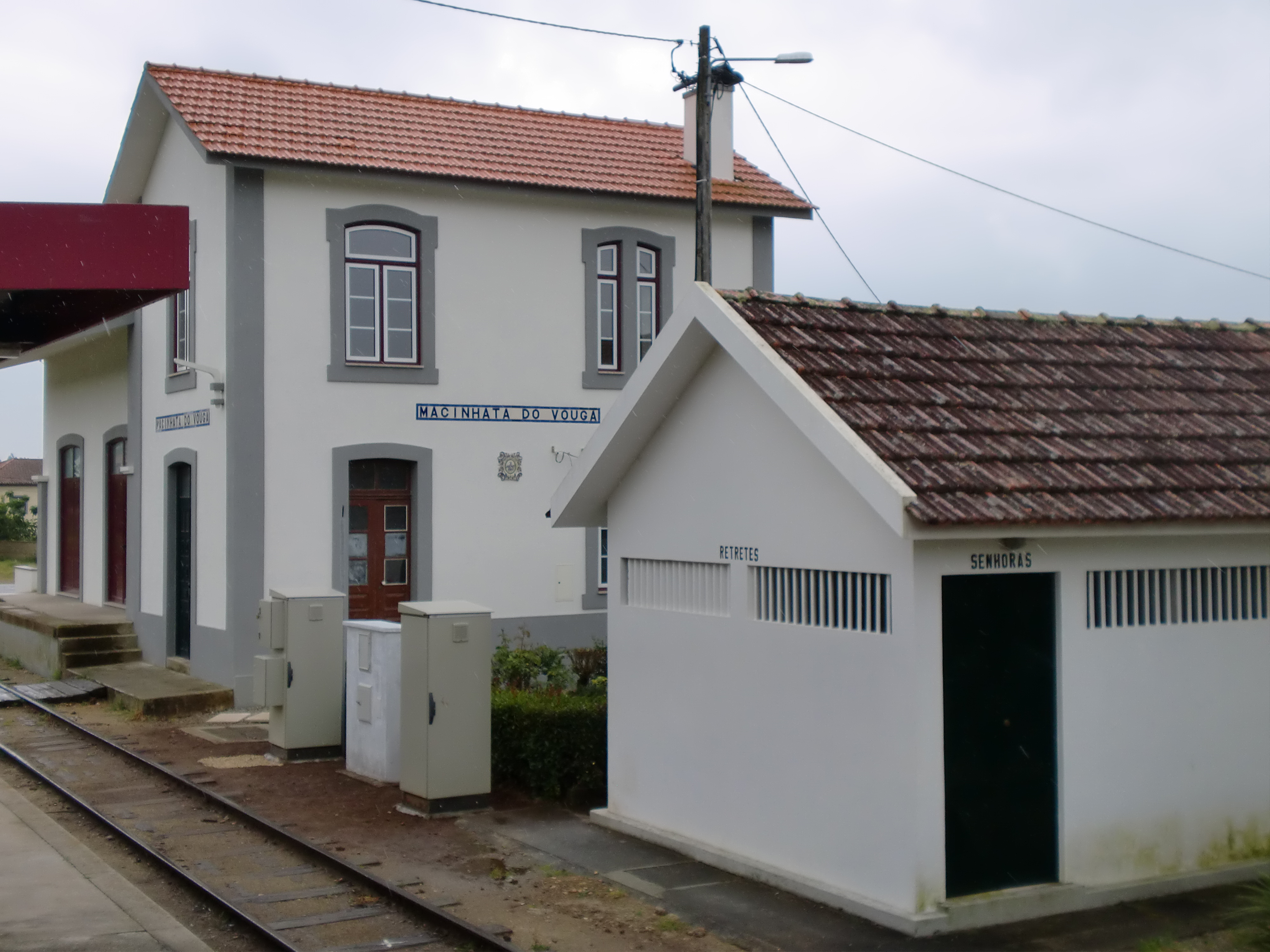
Edifícios da estação de Macinhata, em 2016

### Localização e acessos
Esta interface tem acesso pelo Largo da Estação, em Macinhata do Vouga.

### Infraestrutura
O edifício de passageiros situa-se do lado poente da via (lado direito do sentido ascendente, para Aveiro). A superfície dos carris (plano de rolamento) ao PK 2+700 situa-se à altitude de 2315 cm acima do nível médio das águas do mar.

### Serviços
Em dados de 2022, esta interface é servida por comboios de passageiros da C.P. de tipo regional, com dez circulações diárias em cada sentido, entre Aveiro e Sernada do Vouga (duas destas encurtadas a Macinhata do Vouga).

## História

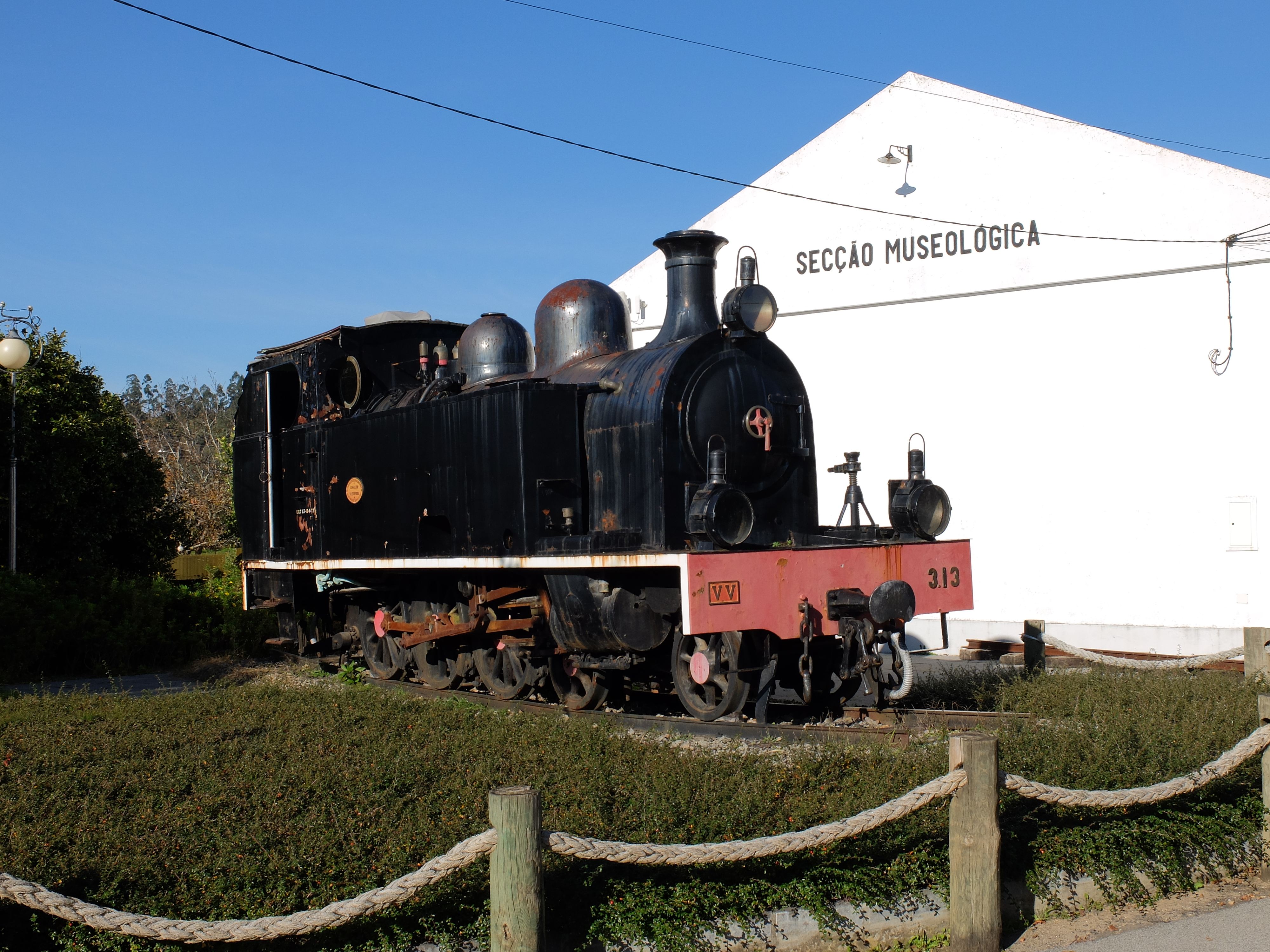
Locomotiva a vapor VV 3.13 (= E123) musealizada na estação de Macinhata.

O projecto para a Linha do Valle do Vouga e o seu ramal para Aveiro, de 1895, previa que este caminho de ferro fosse servir a povoação de Macinhata.
Em 8 de Setembro de 1911, foi inaugurado o troço entre Albergaria-a-Velha e Aveiro da rede ferroviária do Vouga, construído pela Compagnie Française pour la Construction et Exploitation des Chemins de Fer à l'Étranger. Macinhata do Vouga consta já dos horários da Linha do Vouga em 1913.
Em 1 de Janeiro de 1947, a Companhia dos Caminhos de Ferro Portugueses passou a explorar a rede ferroviária do Vouga.

Na primeira metade da Década de 1980, entrou ao serviço o núcleo museológico de Macinhata, no âmbito de um programa da CP para preservar o seu património.